# Mount Biscoe
Mount Biscoe ist ein markanter und auffällig schwarzer Berg an der Küste des ostantarktischen Enderbylands. Mit einer Höhe von 700 m (nach australischen Angaben 518 m) überragt er das Kap Ann in einer Entfernung von 5 km vom Mount Hurley nach Norden.
Luftaufnahmen vom Berg entstanden am 22. Dezember 1929 bei einem Überflug des norwegischen Polarforschers Hjalmar Riiser-Larsen. Zudem wurde er am 14. Januar 1930 von Bord der RSS Discovery während der British Australian and New Zealand Antarctic Research Expedition (1929–1931) unter der Leitung des australischen Polarforschers Douglas Mawson fotografiert. Bei beiden Forschungsreisen gingen die Teilnehmer davon aus, dass es sich bei dem Berg um jenes Kap handelte, das der britische Seefahrer und Entdecker John Biscoe (1794–1843) am 16. März 1831 entdeckte und nach seiner Ehefrau als Kap Ann benannte. Der Name blieb für das Kap erhalten, während der Berg nach Biscoe benannt wurde. Die genaue Position wurde 1957 von einer Mannschaft der Australian National Antarctic Research Expeditions bestimmt.